# Tirà crestat d'Ober
El tirà crestat d'Ober (Myiarchus oberi) és un ocell de la família dels tirànids (Tyrannidae).

## Hàbitat i distribució
Habita boscos clars de les Petites Antilles, des de Saint Christopher i Barbuda cap al sud fins Saint Lucia, excepte Montserrat.